# Duván Zapata
Duván Esteban Zapata Banguero, född 1 april 1991 i Padilla, är en colombiansk fotbollsspelare som spelar för Torino, på lån från Atalanta i Serie A. Han spelar även för Colombias landslag.

## Klubbkarriär
Sommaren 2018 blev Zapata köpt av Sampdoria, samtidigt som han blev utlånad till Atalanta två säsonger. Han gjorde 23 mål under första säsongen (2018/19) i Atalanta och kom tvåa i skytteligan, endast bakom Fabio Quagliarella med 26 mål. Den 17 januari 2020 blev det en permanent övergång till Atalanta för Zapata som skrev på ett 3,5-årskontrakt. Den 1 september 2023 lånades han ut till Torino på ett säsongslån.

## Landslagskarriär
Zapata blev uttagen i Colombias trupp till Copa América 2019. Han gjorde mål i premiären mot Argentina samt i andra gruppspelsmatchen mot Qatar.